# Solti Ádám
Solti Ádám (Budapest, 1980. április 19. –) magyar színész, táncos, énekes, fogtechnikus.

## Életpályája
1994–1998 között a Móricz Zsigmond Gimnáziumban tanult. 1998–2001 között a Budapesti Szolgáltató- és Kézművesipari Szakképző Iskola tanulója volt, ahol fogtechnikus szakképesítést szerzett. 2001–2013 között fogtechnikusként is dolgozott.
Már általános iskolásként a színjátszókör tagja volt. 1999–2007 között az Independence Tánccsoport oszlopos tagja volt. 2000–2001 között a Vígszínházban szerepet kapott az Óz, a nagy varázsló című előadásban is. 2008–2013 között az Szép Ernő színházi társulat tagja is volt. 2010-ben létrehozta a "Non Stop" nevű énekes formációt, amellyel bekerült az X-faktor című, az RTL Klubon futó televíziós show-műsorba. Itt szerzett országos ismertséget, együttesét Malek Miklós képviselte, ő volt ugyanis az első évadban a zenekarok mentora. Az együttest az 5. döntőben győzte le Takács Nikolas, ezzel az utolsó zenekar is kiesett. 2011 és 2019 között a Barátok közt című sorozat állandó szereplője volt.
2015-től több szerepben is játszik a Madách Színházban (Macskák, Az operaház fantomja, Szerelmes Shakespeare, Nyomorultak).

## Fontosabb színházi szerepei
- Boublil-Schönberg: Les Misérables – A nyomorultak –  Marius / Jean Valjean

- Rice-Webber: József és a színes szélesvásznú álomkabát – József
- A. L. Webber: Az Operaház Fantomja – Raoul
- A. L. Webber – T. S. Eliot: Macskák – Quaxo
- Marc Norman – Tom Stoppard: Szerelmes Shakespeare – Will
- Eric Weinberg – Gayla D. Morgan: Dog story – Roland

- Drezsi-Meskó: A tizenötödik – Kazinczy Lajos

## Film- és tévészerepei
- Barátok közt (2011–2019)[1]
- Nyerő Páros (televíziós műsor) 2.évad (2018)
- Doktor Balaton (2022)
- Drágám, add az életed! (televíziós műsor) (2022)
- Az Árulók – Gyilkosság a kastélyban (2023)
- Nyerő Páros - Barátok közt különkiadás (2024)[forrás?]